# Рудольф I (король Чехии)
Рудольф I (нем. Rudolf I.; 1281 — 3/4 июля 1307, Гораждёвице) — с 16 октября 1306 года король Чехии и титулярный король Польши, герцог Австрии и Штирии (под именем Рудольф III) из династии Габсбургов. Первый Габсбург на чешском престоле.

## Происхождение
Рудольф был старшим из шести детей Альбрехта I, короля Германии, герцога Австрии, и Елизаветы Горицкой, дочери Мейнхарда II, герцога Каринтии и графа Тироля. В 1300 году Рудольф III женился на Бланке, дочери французского короля Филиппа III, однако их единственный ребёнок вскоре умер, а сама Бланка скончалась в 1305 году.

## Борьба за чешский трон
В 1306 году после смерти чешского короля Вацлава III и прекращения династии Пржемысловичей, Альбрехт I попытался заполучить чешский трон для Рудольфа. Собрание чешской знати предпочло мужа сестры Вацлава Анны, Генриха Хорутанского. Однако Рудольф не успокоился и при поддержке своего отца, носившего титул короля римского, предъявил претензии на чешскую корону — как освободившийся имперский феодальный лен. Для усиления прав Габсбургов на Чехию и Польшу Альбрехт женит Рудольфа на вдове Вацлава II, Елизавете из польской династии Пястов. В 1306 году Рудольф с сильной армией захватил Прагу, изгнав оттуда Генриха Хорутанского. Это случилось во многом благодаря тому, что Рудольф не поскупился на взятки некоторым представителям чешской знати.
Часть дворянства во главе с Йиндржихом из Липы, Гинеком из Дубы, Йиндржихом из Рожмберка и пражским епископом Яном IV из Дражиц на созванном земском сейме признали Рудольфа своим королём. Рудольф подтвердил все привилегии знати и пообещал простить долги Пржемысловичей перед немцами.

## Сопротивление чешской знати
Однако часть чешского дворянства отказалась принять Рудольфа и не явилась на его коронацию 16 октября 1306 года. Магнаты были недовольны утверждением на троне представителя иностранной династии, кроме того, ходили слухи о причастности Габсбургов к убийству Вацлава III. Наконец, среди знати были и родственники угасшего рода Пржемысловичей, считавшие, что их притязания на престол более обоснованны.
В начале 1307 года Рудольф встретился в Зноймо с отцом и младшим братом. Рудольф объявил, что если он умрет без наследников, чешский трон получит его брат Фридрих, будущий антикороль Германии, и обязал чешскую знать присягнуть ему. После этого Рудольф потерял последние остатки симпатии со стороны магнатов.

## Внутренняя политика
Рудольф характеризуется историками как способный правитель, энергичный, сдержанный и экономный, он жил просто и аккуратно, отличаясь от своих предшественников. Он даже получил прозвище "Король-Каша" за то, что придерживался монашеской диеты, и на улицах Праги пели песни в честь "короля-бакалейщика".
Однако бережливость и усилия по улучшению состояния королевских финансов не добавили королю популярности. Все больше магнатов восставали против него, заявляя, что считают законными правителями страны дочерей Вацлава II Елизавету и Маргариту.

## Смерть
Летом 1307 года Рудольф выступил против одного из повстанческих лидеров, Бавора III из Стракониц, и добился значительных успехов в этой борьбе. Однако в разгар осады крепости мятежников Гораждёвице 26-летний Рудольф заболел дизентерией и в 1307 году скончался, не оставив после себя потомства. Ходили слухи о том, что непопулярный король был отравлен, поскольку кроме него от дизентерии в лагере никто не умер.
Рудольф был похоронен в Праге в соборе Святого Вита. Чешские дворяне вновь избрали на престол Генриха Хорутанского в обмен на привилегии.

## Браки и дети
- (1300) Бланка Французская (1278—1305), дочь Филиппа III, короля Франции

Дочь (1304)
Сын (1304)
- (1306) Эльжбета Рыкса (1288—1335), дочь Пшемысла II, короля Польши